# Aksel Kankaanranta
Aksel Kankaanranta (Turku, 28 gennaio 1998) è un cantante finlandese.
Avrebbe dovuto rappresentare la Finlandia all'Eurovision Song Contest 2020 con il brano Looking Back, poi cancellato a causa della pandemia di COVID-19.

## Biografia
Aksel Kankaanranta è salito alla ribalta nel 2017 con la sua partecipazione alla sesta edizione del talent show The Voice of Finland, dove è arrivato fino in finale, piazzandosi secondo. L'anno successivo ha collaborato con il rapper Pyhimys sul singolo Jättiläinen, che ha raggiunto la vetta della classifica finlandese e ha finito per vincere i premi per la canzone dell'anno e per la canzone più riprodotta in streaming agli Emma gaala del 2019.
Il 7 marzo 2020 il cantante ha partecipato ad Uuden Musiikin Kilpailu, la competizione canora finlandese utilizzata come selezione eurovisiva nazionale, con il suo primo singolo da solista, Looking Back. Ha vinto il voto della giuria ed è arrivato secondo nel televoto, ma la somma dei punteggi ha conferito a lui la vittoria, rendendolo il rappresentante finlandese all'Eurovision Song Contest 2020 a Rotterdam, nei Paesi Bassi. Tuttavia, il 18 marzo 2020 l'evento è stato cancellato a causa della pandemia di COVID-19..
Il 25 marzo 2020 Yleisradio ha comunicato che l'artista non sarebbe stato riconfermato automaticamente per l'Eurovision Song Contest 2021, annunciando invece una nuova edizione dell'Uuden Musiikin Kilpailu, a cui Axel ha partecipato nuovamente con il brano Hurt, classificandosi quinto.

## Discografia

### Singoli
- 2020 – Looking Back
- 2020 – Muista kuka oot
- 2021 – Hurt
- 2021 – Sydän paareilla

#### Come featuring
- 2018 – Jättiläinen (Pyhimys feat. Aksel Kankaanranta)
- 2021 – Matkustaja (Ahti feat. Aksel Kankaanranta)